# André Johannpeter
André Bier Gerdau Johannpeter (Porto Alegre, 17 de março de 1963) é um empresário, administrador de empresas e cavaleiro brasileiro. 

## Vida pessoal
André é filho do empresário Jorge Gerdau Johannpeter, presidente do conselho de administração da Gerdau, e de Érica Bier. É casado com Maria Teresa Campos e tem três filhos.
Em junho de 2010, recebeu o título de Cidadão Emérito de Porto Alegre, pela Câmara Municipal de Porto Alegre.

## Educação
É graduado em Administração de empresas pela Pontifícia Universidade Católica do Rio Grande do Sul e complementou sua formação acadêmica com os cursos General Business Administration na Universidade de Toronto, no Canadá; marketing na Ashridge Business School, na Inglaterra; e o Advanced Management Program na Wharton School, na Universidade da Pensilvânia, nos Estados Unidos. 

## Trajetória empresarial
Iniciou a carreira na empresa aos dezesseis anos, como ajudante de operador da fábrica de pregos do Grupo Gerdau. Atualmente é o diretor-presidente do Comitê Executivo - CEG, do Grupo Gerdau, cargo que ocupa desde 1 de janeiro de 2007.
Em  16 de maio de 2016, a Polícia Federal indiciou o presidente-executivo do grupo siderúrgico Gerdau, André Gerdau Johannpeter, e mais 18 pessoas, em inquérito da Operação Zelotes. A operação investiga suspeitas de manipulação de julgamentos no Conselho Administrativo de Recursos Fiscais (Carf).

## Trajetória no esporte
André começou a montar aos seis anos. Com dez anos foi vice-campeão brasileiro e, cinco anos depois, foi convocado para a seleção brasileira. Ficou afastado do hipismo para terminar a faculdade, retornando em 1987.
Em 1988 foi aos Jogos Olímpicos de Seul. Conquistou medalha de ouro por equipe nos Jogos Pan-Americanos de 1991, em Havana. Não se classificou para os Jogos Olímpicos de Barcelona em 1992 e, foi morar no Canadá.
Em 1995, foi bicampeão pan-americano por equipe nos Jogos Pan-Americanos de Mar del Plata. No ano seguinte participou dos Jogos Olímpicos de Atlanta, onde ganhou medalha de bronze por equipe.
Nos Jogos Pan-Americanos de Winnipeg em 1999, sagrou-se tricampeão pan-americano por equipe. Em 2000, conquistou a medalha bronze no salto por equipe nos Jogos Olímpicos de Sydney, no desempate contra a França, e terminou em 4º lugar no salto individual. No retorno de Sydney, encerrou a carreira de atleta.